# Phare de Souris
Le phare de Souris (en anglais : Sourtis East Lighthouse) est un phare actif qui est situé près du port de Souris, dans le Comté de Kings (Province de l'Île-du-Prince-Édouard), au Canada. 
Ce phare est géré par la Garde côtière canadienne .
Il a été reconnu édifice fédéral du patrimoine le 28 mai 1992  par le bureau d'examen des édifices fédéraux du patrimoine canadien et reconnu lieu patrimonial désigné par le ministère du Tourisme et de la Culture le 11 novembre 2011.

## Histoire
Le phare a été mis en service en novembre 1880 et la maison du gardien a été construite à côté de la tour en 1881-82. Il a été équipé d'une lentille de Fresnel, qui a été remplacée en 1961 par une autre, la même année de l'électrification du phare. Le logement de gardien a été déplacé en 1959. La station compte aussi un bâtiment de corne de brume. IL fut le dernier phare de l'île à être automatisé en 1991.
Le site est ouvert, depuis 2010, de juin à octobre  par l'association Souris Historic Lighthouse. Un centre interprétatif et une boutique de cadeaux ont été ajoutés et la lentille de Fresnel de 4e ordre originale y est exposée.

## Description
Le phare est une tour pyramidale blanche, à claire-voie, en bois de 14 m de haut, avec une galerie carrée et une lanterne circulaire rouge.  Il émet, à une hauteur focale de 27 m, un feu isophase un éclat blanc toutes les 4 secondes. Sa portée nominale est de  13 milles nautiques (environ 24 km).
Identifiant : ARLHS : CAN-465 - Amirauté : H-0922 - NGA : 8084 - CCG : 0947 .

## Caractéristique duFeu maritime
Fréquence : 4 secondes (W)
- Lumière : 2 secondes
- Obscurité : 2 secondes

### Lien connexe
- Liste des phares de l'Île-du-Prince-Édouard